# André de Crozals
André-Étienne de Crozals (1861 – 1932) è stato un micologo e lichenologo francese.

## Opere
- Note sur le Dychelyma capillaceum Br.Eur, 1894
- Lichens observés dans l'Hérault par M. André de Crozals. Deuxième partie, 1909
- Excursions lichénologiques dans le massif du Mont-Blanc, par André de Crozals, 1910
- Florule lichenique des environs de Vizzavona (Corse), 1923